# Johann Jakob Chuno
Johann Jakob Chuno, Aussprache: [ˈkuno], französisch Cuneau (* 1661 in Kassel; † 30. Dezember 1715 in Berlin) war ein Königlicher Rat und Archivar in Berlin.
Am 6. Dezember 1700 wurde Chuno als ordentliches Mitglied in die damalige Kurfürstlich-Brandenburgische Societät der Wissenschaften in Berlin aufgenommen.
Von 1710 bis zu seinem Tode war er der Direktor ihrer Mathematischen Klasse. 1713 wurde er Vizepräsident der Akademie.